# El abrazo (cuadro, Genovés)
El abrazo es un cuadro del pintor español Juan Genovés pintado en 1976 en acrílico sobre lienzo y sus medidas son 151 x 201 cm. Se conserva en el Museo de Arte Reina Sofía de Madrid. Esta pintura se ha convertido en un icono de la Transición, como símbolo de la reconciliación de los españoles tras el final de la dictadura franquista.

## Historia de la obra
La idea de un cuadro como señal de reconciliación entre los españoles le surgió a Genovés al ver, desde su taller de Valencia, a unos niños fundirse en un abrazo mientras jugaban al fútbol. Empezó su elaboración en 1974 y optó por algunos abrazos al aire que representan un abrazo al futuro. 
Según manifestaba su autor, militantes antifranquistas se reunieron en su taller en 1976, convocados por la Junta Democrática. Después de varias horas de discusión, llegaron a un acuerdo para pedir la excarcelación de los presos políticos y se le encargó elaborar un cartel para esta campaña. Dada la premura de tiempo, el pintor escogió  este cuadro que ya había finalizado. Genovés permaneció retenido una semana en la sede de la Dirección General de Seguridad, junto a otros compañeros después de ser detenidos a la salida de la imprenta con los carteles de El abrazo. La campaña de difusión del cartel fue un éxito en la que se vendieron más de 500.000 ejemplares del mismo. El cartel también fue utilizado posteriormente por la organización Amnistía Internacional en varias campañas publicitarias.
En 1976, el cuadro había sido vendido por la galería Marlborough a un coleccionista estadounidense, pero el entonces subdirector general de Museos, Felipe Garín, logró que el Estado español pudiera adquirirlo. Al regreso a España, el cuadro pasó al Museo de Arte Contemporáneo y de ahí al Museo Reina Sofía, donde durante años permaneció en sus almacenes.
En 2015, el Congreso de los Diputados solicitó la cesión del cuadro y enero de 2016, el Museo Reina Sofía accedió a la misma para su exhibición temporal. Inicialmente, la obra se expuso en el vestíbulo de uno de los edificios de ampliación del Congreso de los Diputados y posteriormente pasó a formar parte de la exposición "Habla pueblo, habla" organizada con motivo del 40 aniversario de las elecciones del 15 de junio de 1977.

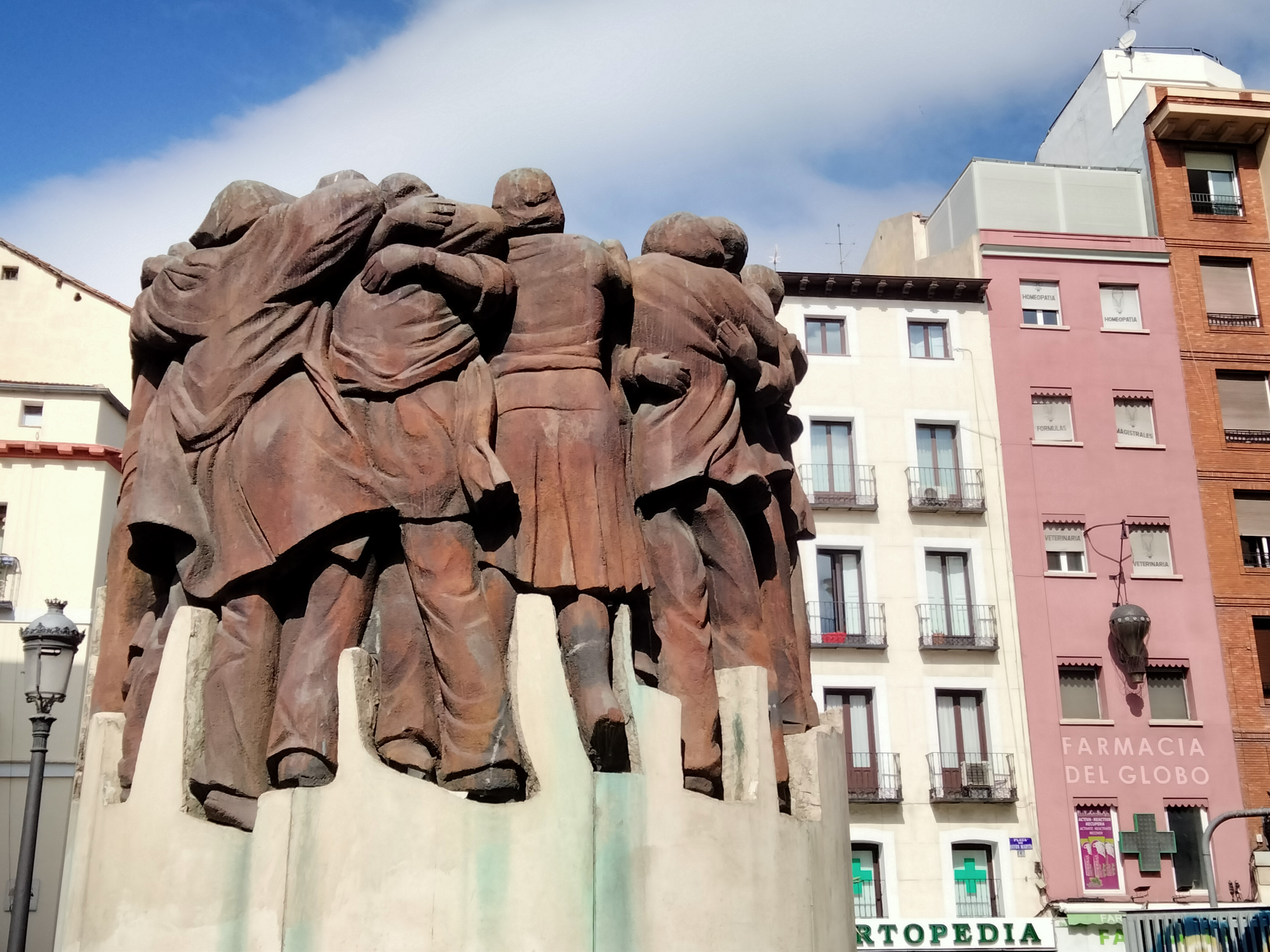
Escultura de El abrazo, monumento a los abogados de Atocha

La pintura también se tomó como base para el homenaje a los abogados laboralistas muertos en el atentado de la calle Atocha de Madrid de 1977. Cuando se produjeron los asesinatos, colgaba un ejemplar de la lámina de El abrazo/Amnistía de las paredes del bufete que quedó manchada tras los disparos. En 2003, se erigió un monumento dedicado a los abogados fallecidos en el mismo, en la plaza de Antón Martín muy próxima al lugar del atentado. Genovés, que fue el artista escogido, elaboró una escultura a partir de la representación del cuadro.